# Роуд Айланд
Роуд Айланд (на английски: Rhode Island, официално State of Rhode Island, на български се транскрибира и като Роуд Айлънд) е най-малкият по площ щат в САЩ. Намира се в географския регион Нова Англия в североизточната част на Съединените щати, част от който са и щатите Мейн, Масачузетс, Ню Хампшир, Върмонт и Кънектикът.
Пощенският му код е RI, а негова столица е най-големият град в щата – Провидънс. Роуд Айланд е с население от 1 050 788 жители (2008) и заема площ от 4003 km², от които 2707 km² суша и 1296 km² (32,4%) вода.

## Градове
- Източен Провидънс
- Нюпорт
- Провидънс
- Сентръл Фолс
- Уорик

## Окръзи
Роуд Айланд се състои от 5 окръга. Те са:
1. Бристъл
2. Вашингтон
3. Кент
4. Нюпорт
5. Провидънс